# Rugby union na Letnich Igrzyskach Olimpijskich 1920
Rugby union na Letnich Igrzyskach Olimpijskich 1920 było trzecią edycją olimpijskich zawodów w rugby union w historii, a do rywalizacji przystąpiły ostatecznie dwa zespoły. Jedyne spotkanie rozegrane zostało 5 września 1920 roku na głównej arenie igrzysk, Stadionie Olimpijskim, a wyraźne zwycięstwo nad faworyzowanymi Francuzami odnieśli reprezentanci Stanów Zjednoczonych.

## Tło zawodów
Kongres Międzynarodowego Komitetu Olimpijskiego, który odbył się w Paryżu w czerwcu 1914 roku, wprowadził zmiany w programie igrzysk olimpijskich. Prócz sportów obowiązkowych organizatorzy otrzymali możliwość wprowadzenia do niego dyscyplin nieobowiązkowych spośród piłki nożnej, rugby, hokeja na trawie i lodzie, łucznictwa, golfa, łyżwiarstwa i narciarstwa. Komitet organizacyjny VII Igrzysk zdecydował zatem o dodaniu turnieju rugby do programu tych zawodów.
Idea wysłania reprezentacji USA na igrzyska pojawiła się po udanym tournée uniwersyteckiego zespołu z Berkeley po Kolumbii Brytyjskiej. United States Olympic Committee usankcjonował ten zamysł odmawiając jednocześnie przekazania funduszy. Finansowanie wyprawy oraz selekcję zawodników pozostawiono zatem California Rugby Union pod przewodnictwem Harry’ego Maloneya. Reprezentanci zostali wybrani z grona czterdziestu dwóch graczy w trzech wewnątrzgrupowych meczach sparingowych. Aby zebrać potrzebne fundusze, organizowano mecze baseballa, potańcówki oraz zbiórki pieniędzy. Skład zespołu został podany w połowie lipca 1920 roku, natomiast zawodnicy wyruszyli do Europy na wojskowym transportowcu SS Sherman na początku sierpnia 1920 roku.
Zespoły z Wysp Brytyjskich nie przyjęły zaproszenia z uwagi na fakt, iż zaplanowany wrześniowy termin zawodów przypadał zbyt wcześnie w ich sezonie, by móc wystawić silną drużynę, mogącą rywalizować z najlepszymi. Rumunia i Czechosłowacja wycofały się natomiast tuż przed turniejem, rozegrano zatem tylko jeden mecz – pomiędzy USA i Francją. Drużyny reprezentujące te dwa państwa spotkały się rok wcześniej podczas Inter-Allied Games.
Zgodnie z ówczesnymi zasadami gry podczas tych zawodów podwyższenie warte były dwa punkty, dropgol cztery, zaś przyłożenie oraz inne kopy na bramkę trzy. Reprezentacja USA złożona była w większości ze studentów kalifornijskich uniwersytetów Santa Clara, Berkeley i Stanford, zawodnicy francuscy związani byli natomiast z paryskimi klubami Racing Club de France, Club athlétique des sports généraux, Olympique i Sporting club universitaire de France. Amerykanie zaskoczyli faworyzowanych Francuzów animuszem w ataku oraz precyzją gry obronnej zwyciężając ostatecznie 8–0. Po turnieju olimpijskim amerykański zespół rozegrał jeszcze we Francji cztery spotkania na przełomie września i października, trzykrotnie wygrał z regionalnymi drużynami, uległ jednak francuskiej reprezentacji 5–14.

## Finał
Mecz rozpoczął się o godzinie siedemnastej, a pomimo padającego deszczu na stadionie zjawiło się około dwudziestu tysięcy widzów. Na naradzie Amerykanie postanowili z uwagi na panujące warunki pogodowe skupić się na grze formacją młyna. Francuzi postawili natomiast na grę zorientowaną na szybkich zawodników formacji ataku, jednak plany pokrzyżowały im mokre i śliskie boisko oraz piłka. Pierwsza połowa spotkania zakończyła się zatem bezpunktowym remisem. W połowie drugiej części meczu formacja młyna USA przeniosła grę pod słupy rywali, piłka trafiła następnie do Dinka Templetona, który celnym kopem zdobył trzy punkty. Pod koniec spotkania po błędzie francuskiego łącznika ataku przyłożenie zdobył Lou Hunter. Zostało ono podwyższone ustalając wynik spotkania na 8–0.
| 5 września 192017:00 | Francja                        | 0:8(0:0) | Stany Zjednoczone | Stadion Olimpijski, Antwerpia |
| 5 września 192017:00 | Dink Templeton 5, Lou Hunter 3 | 0:8(0:0) |                   | Stadion Olimpijski, Antwerpia |

## Medaliści
| Konkurencja | Złoto             | Srebro  | Brąz |
| Rugby union | Stany Zjednoczone | Francja | —    |

## Składy

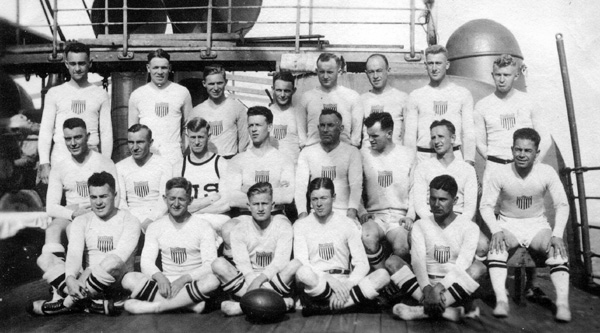
Zespół USA

| Stany Zjednoczone | Francja |
| --- | --- |
| - Daniel Carroll - Charles Doe - George Fish - James Fitzpatrick - Lou Hunter - Morris Kirksey - Charles Mehan - John Muldoon - John O’Neil - Jack Patrick - Cornelius Righter - Rudy Scholz - Dink Templeton - Charles Tilden - Heaton Wrenn | - Édouard Bader - François Borde - Adolphe Bousquet - Jean Bruneval - Alphonse Castex - André Chilo - René Crabos - Curtet - Alfred Eluère - Jacques Forestier - Grenet - Maurice Labeyrie - Robert Levasseur - Pierre Petiteau - Raoul Thiercelin |